# Cặp lồng

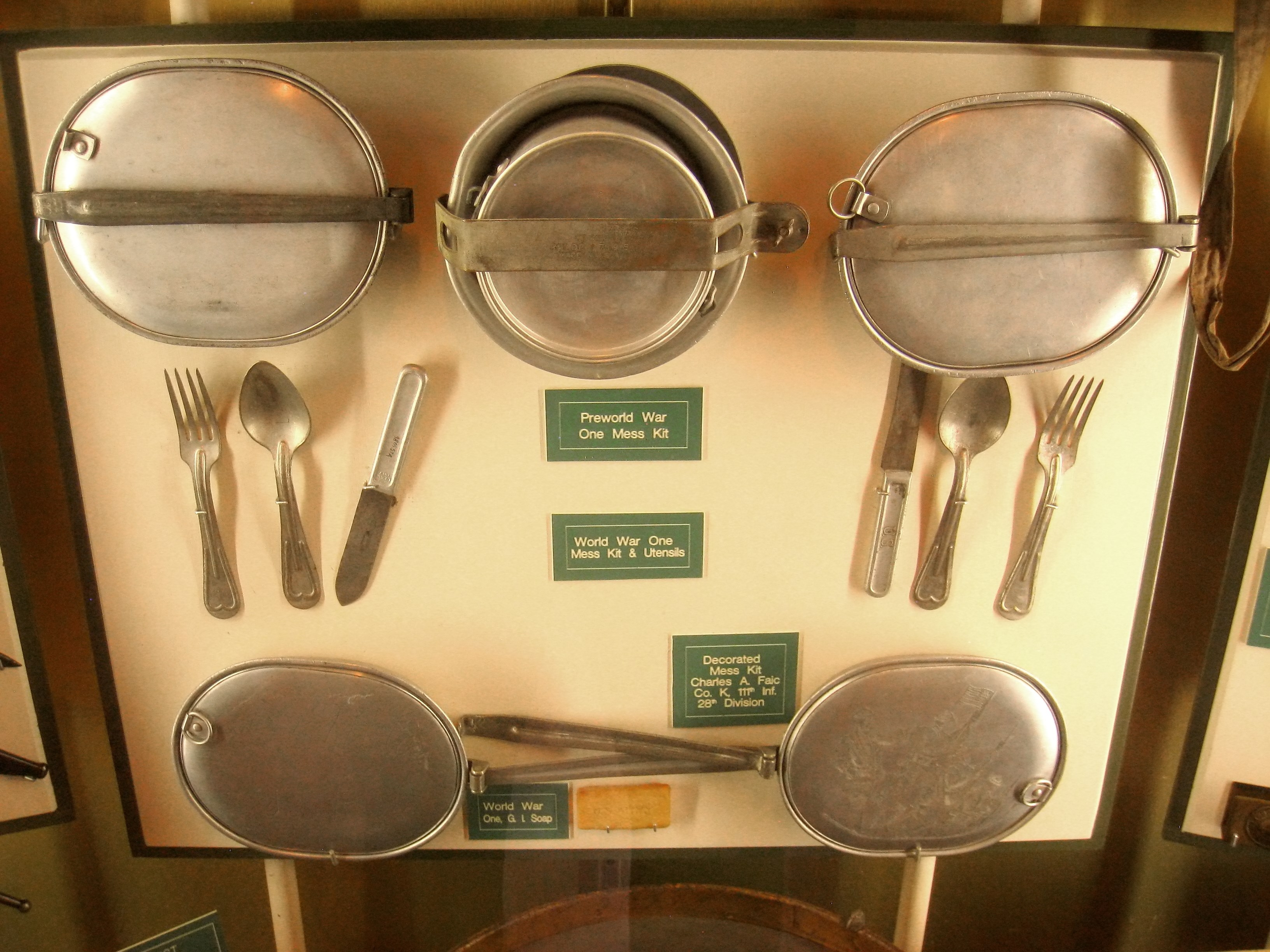
Cặp lồng của Hoa Kỳ thời tiền chiến và trong Chiến tranh Thế giới thứ nhất

Cặp lồng, còn gọi là Hộp đựng cơm, hoặc Cà mèn (tiếng Pháp: gamelle) là những đồ dùng bằng kim loại và đồ nấu được sử dụng trong những chuyến dã ngoại hoặc du hành, bao gồm cho cả các chiến dịch quân sự để nấu nướng hoặc trung chuyển, lưu trữ thực phẩm. Cặp lồng được sử dụng trong các hoàn cảnh không thể sử dụng được các dụng cụ nấu nướng thông thường tại nhà.

## Cặp lồng trong đời sống
Một bộ cặp lồng có khả năng phục vụ một người hoặc một gia đình có 8 người là một bộ đồ nấu nướng thông dụng được thiết kế với trọng lượng nhẹ và dễ cất giữ. Những thứ này thường được làm từ nhôm hay thép tráng men, và một số đồ dùng khác (như dao nĩa và đĩa) có thể làm từ các vật liệu đắt tiền hơn như titan hoặc nhựa để giảm trọng lượng. Cặp lồng thường có ít nhất một cái chảo rán, một ấm đun nước (có thể sử dụng như ấm pha cà phê), một cái đĩa, một chiếc cốc và dao nĩa. Bộ đồ nấu nướng gồm nĩa, dao và thìa như ở nhà nhưng cũng có thể thay thế bằng các đồ dùng khác như đũa gập hoặc nĩa chuyên dụng. Các bộ đồ nấu này thường đi kèm với tay cầm gập được hoặc có thể tháo bỏ để sử dụng với các đồ dùng khác. Các đồ dùng được sắp xếp gọn bằng cách nhét vào nhau.
Trong thời bao cấp, cặp lồng được sử dụng phổ biến tại Việt Nam đối với các cán bộ công chức để chuẩn bị bữa trưa từ lúc sáng sớm. Do đặc thù của các cơ quan nhà nước thời đó, thời gian nghỉ trưa rất ít nên mọi người thường chuẩn bị thức ăn từ lúc sáng sớm để đem đi. Bên cạnh đó, cà mèn còn được sử dụng như một vật dụng để đựng thức ăn (như cơm, phở, cháo) đem từ hàng quán về nhà hoặc bệnh viện cho trẻ em hoặc người bị ốm. Cà mèn được sử dụng trong thời điểm này chủ yếu được tận dụng từ loại dùng cho quân đội. Một bộ cà mèn quân đội thường gồm bình tông (hay còn gọi là bi đông) và cặp lồng tuy nhiên người dân thường dùng cặp lồng là chủ yếu.

## Cặp lồng trong quân đội

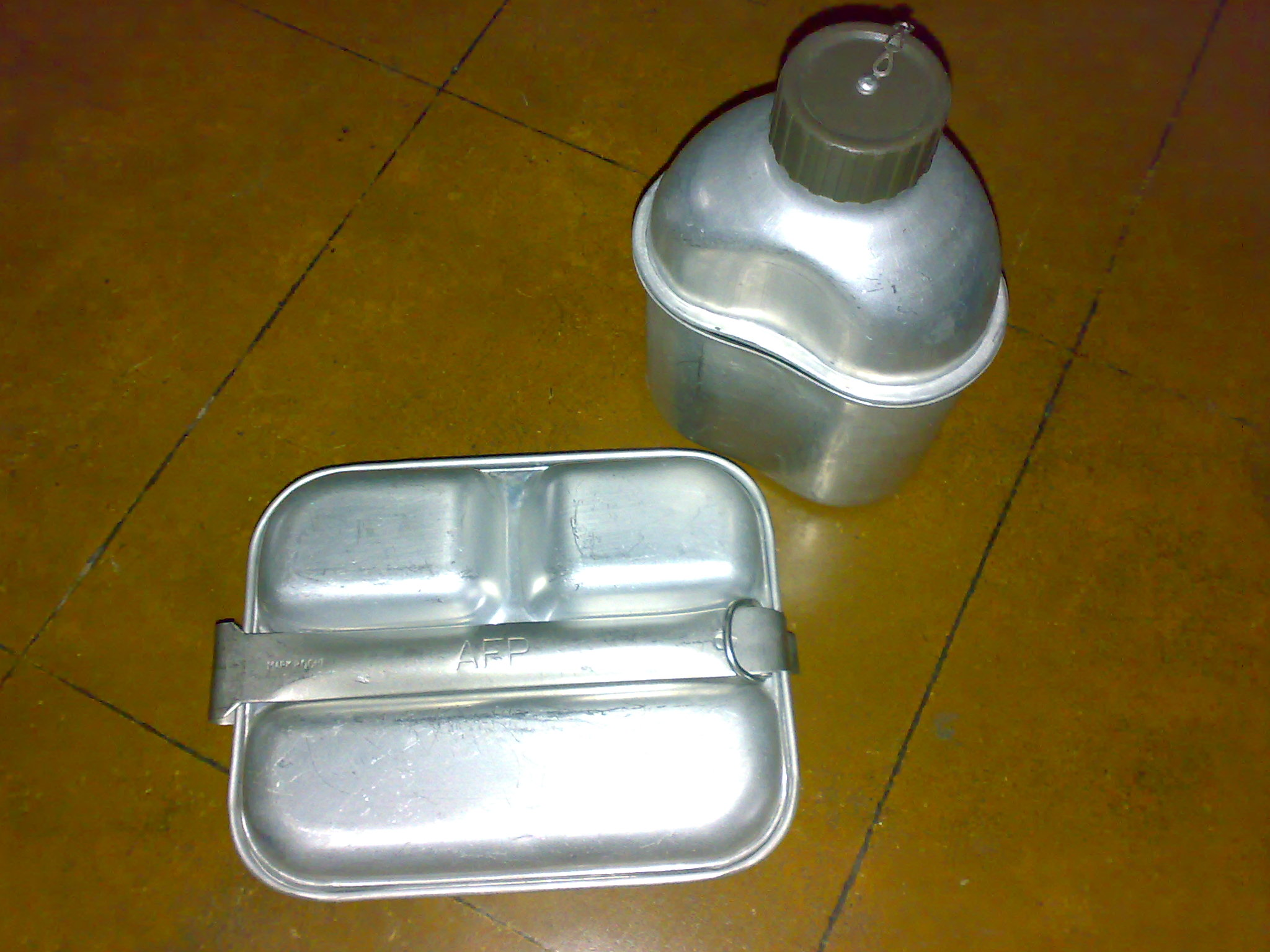
Cặp lồng Philippines giống của Mỹ

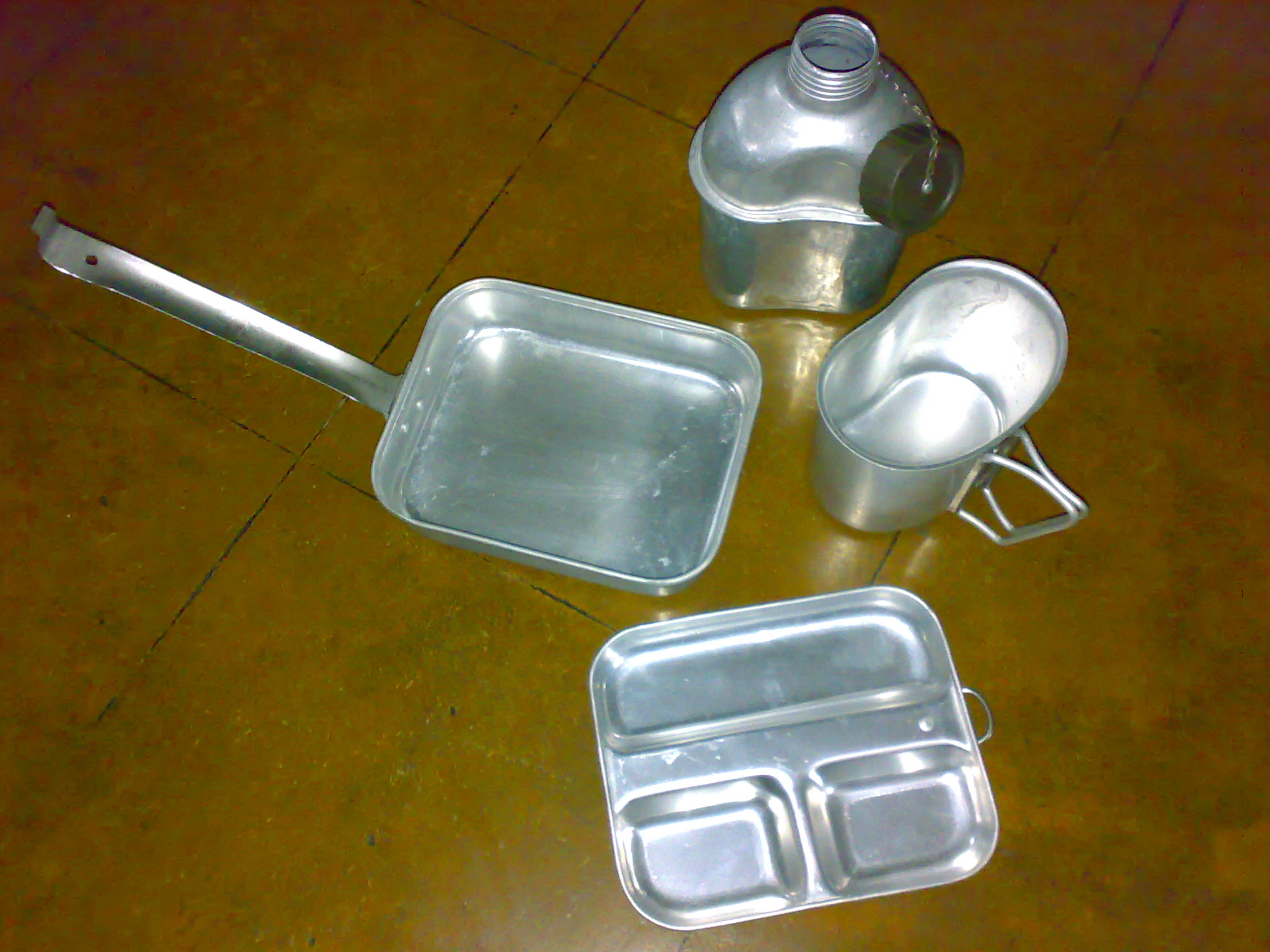
Bên trong bộ đựng thức ăn gồm chảo có tay cầm, khay ăn, bình tông và bát đựng thức ăn

Với chức năng giống như cặp lồng dùng cho một người, các bộ cặp lồng quân đội được thiết kế nhỏ gọn hơn, tiết kiệm không gian tối đa có thể. Do đó nắp đậy gần như luôn được sử dụng để chuẩn bị đồ ăn, nấu nướng và ăn, và thường đi theo bộ hai hoặc ba chiếc. Chính vì vậy mà cặp lồng quân đội có thể phải bỏ đi một số tính năng hoặc dùng các tính năng khác bù vào.
Đối với trại lính lớn, mọi người thường dùng đồ nấu ăn thường hoặc dùng khay thức ăn có thức ăn được chế biến sẵn.

## Hình ảnh

##### Cặp lồng trong đời sống

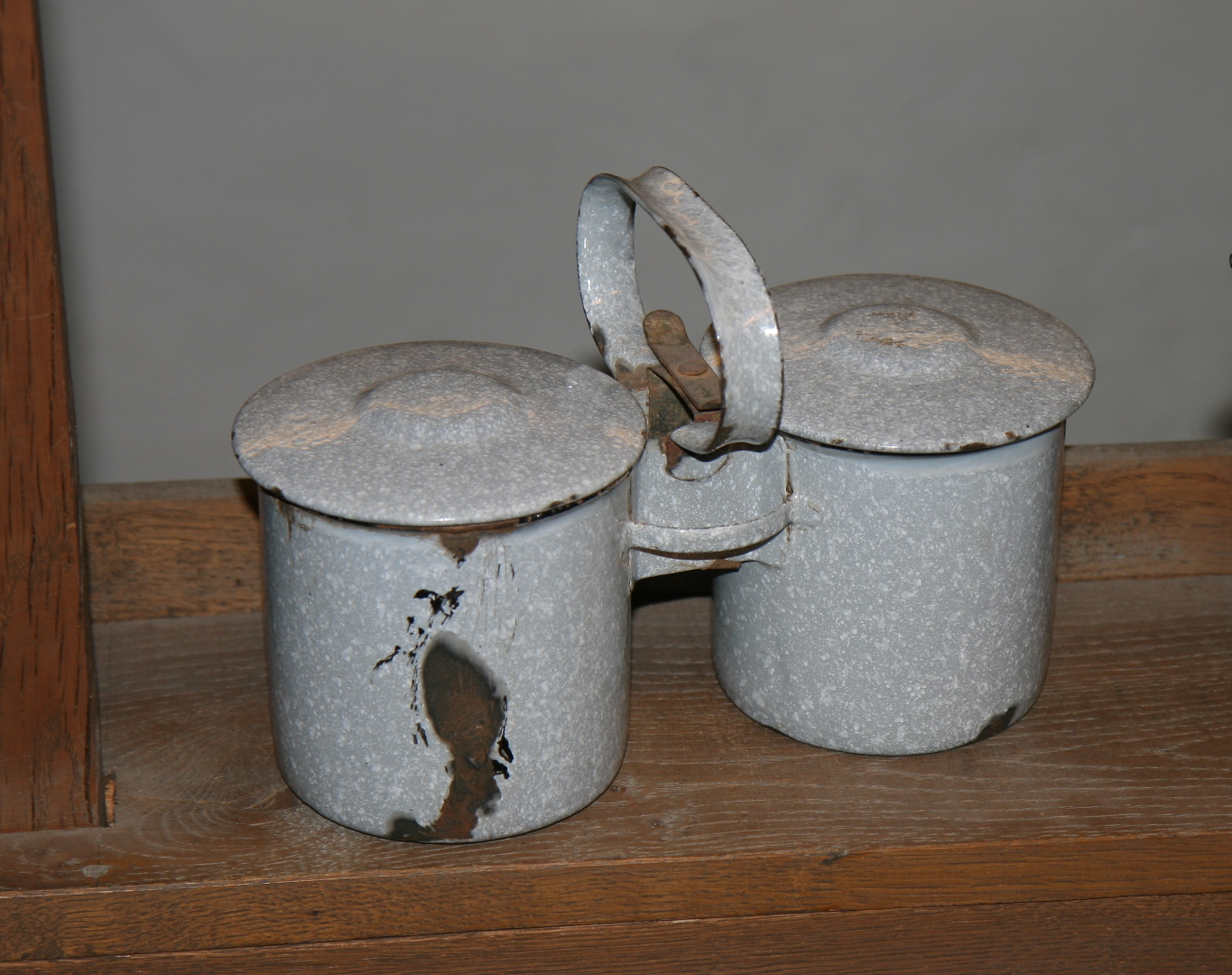
Cặp lồng sắt tráng men.
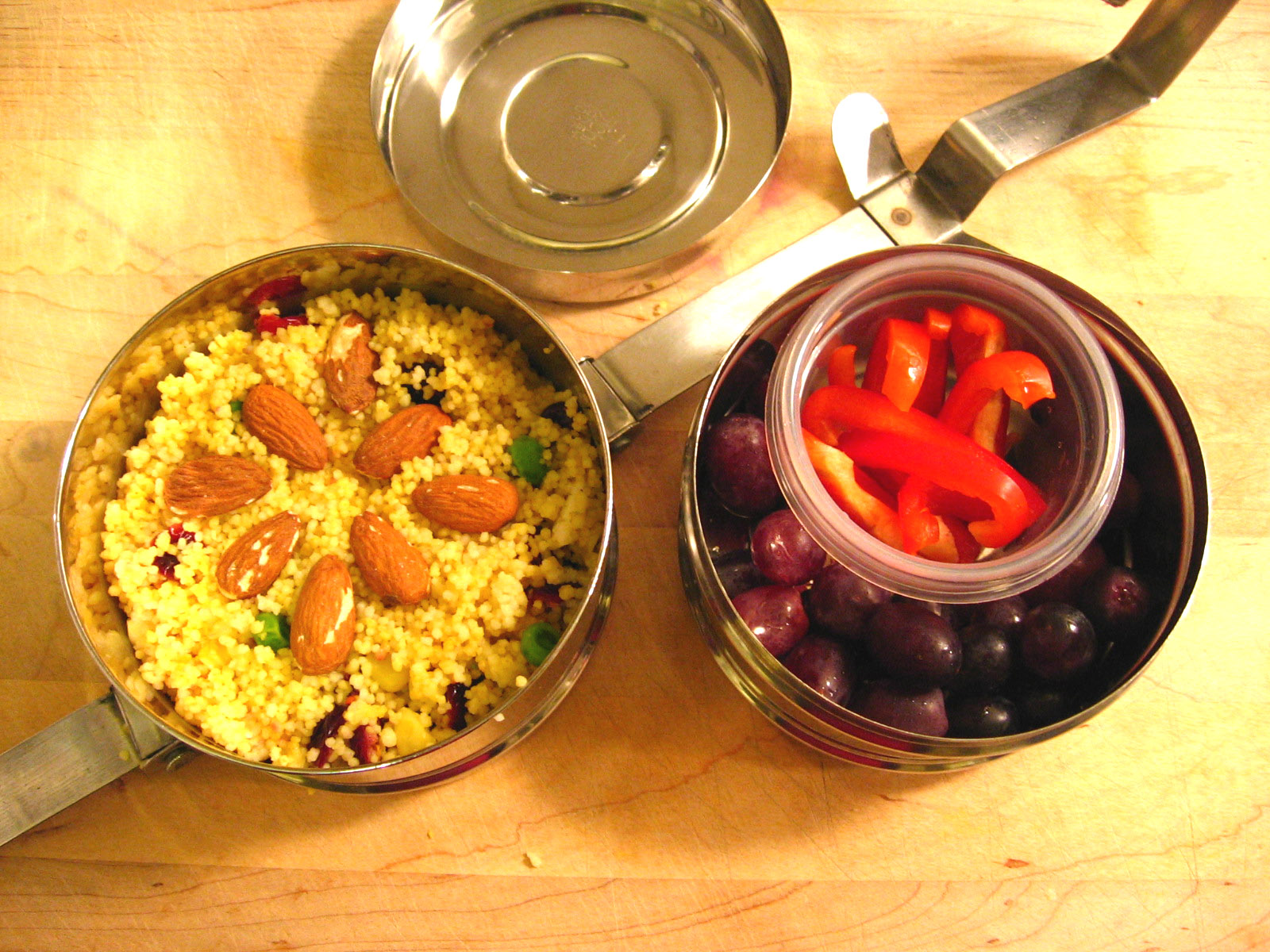
Cặp lồng kim loại được bày thức ăn lên.
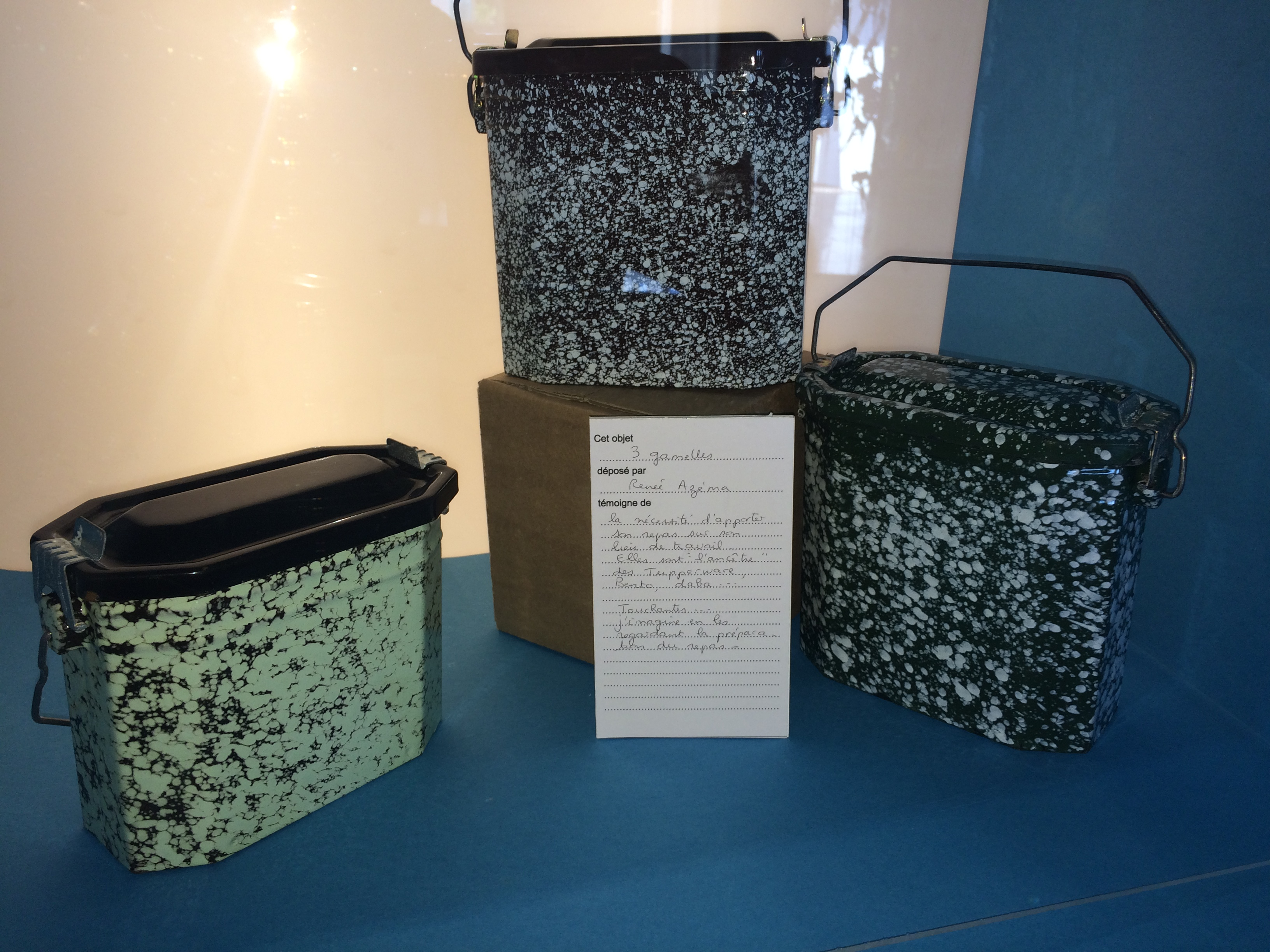
Cặp lồng ba bữa cho công nhân, năm 1960.
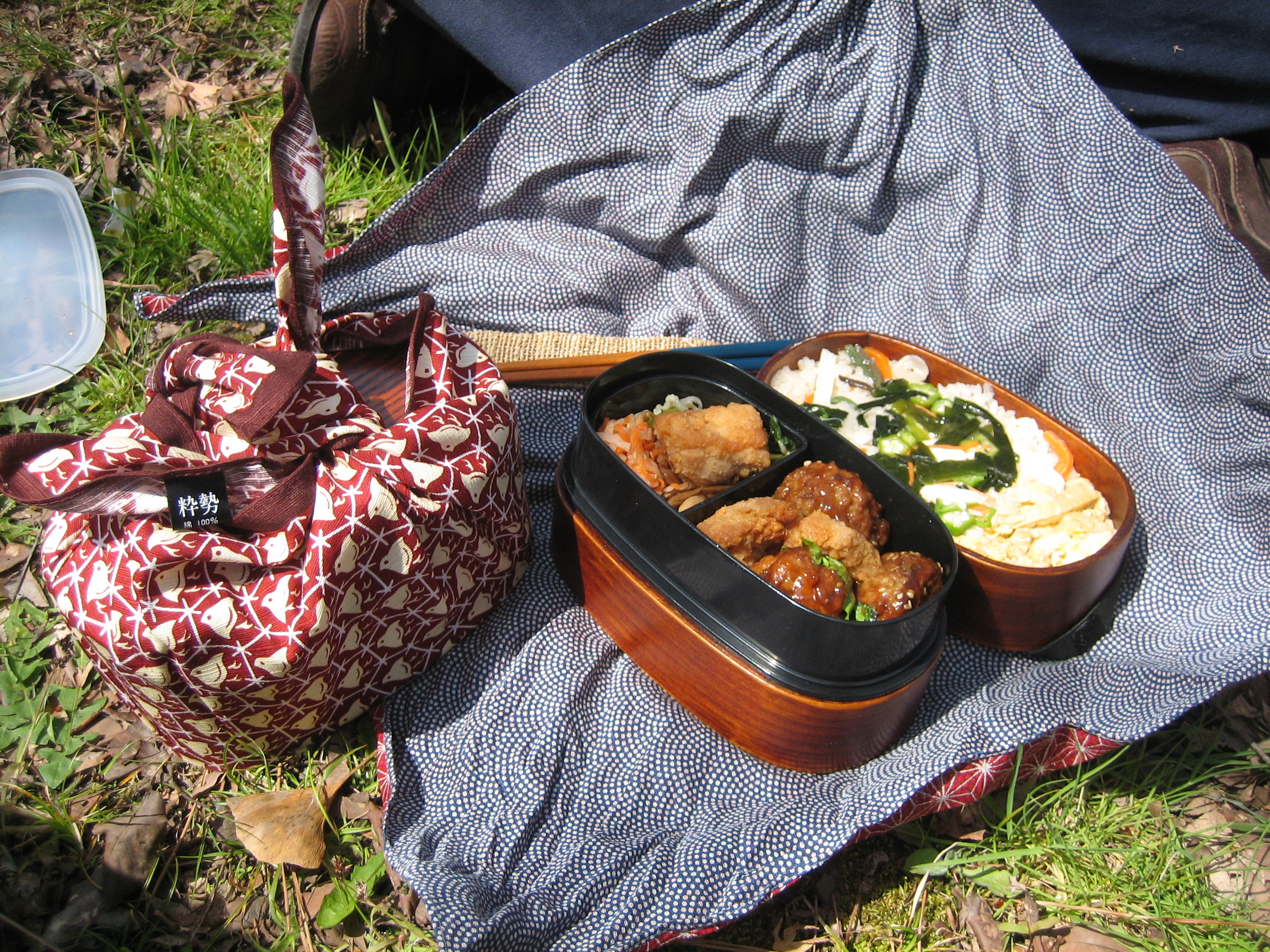
Hộp thức ăn truyền thống của Nhật Bản, có vải bọc để xách đi.
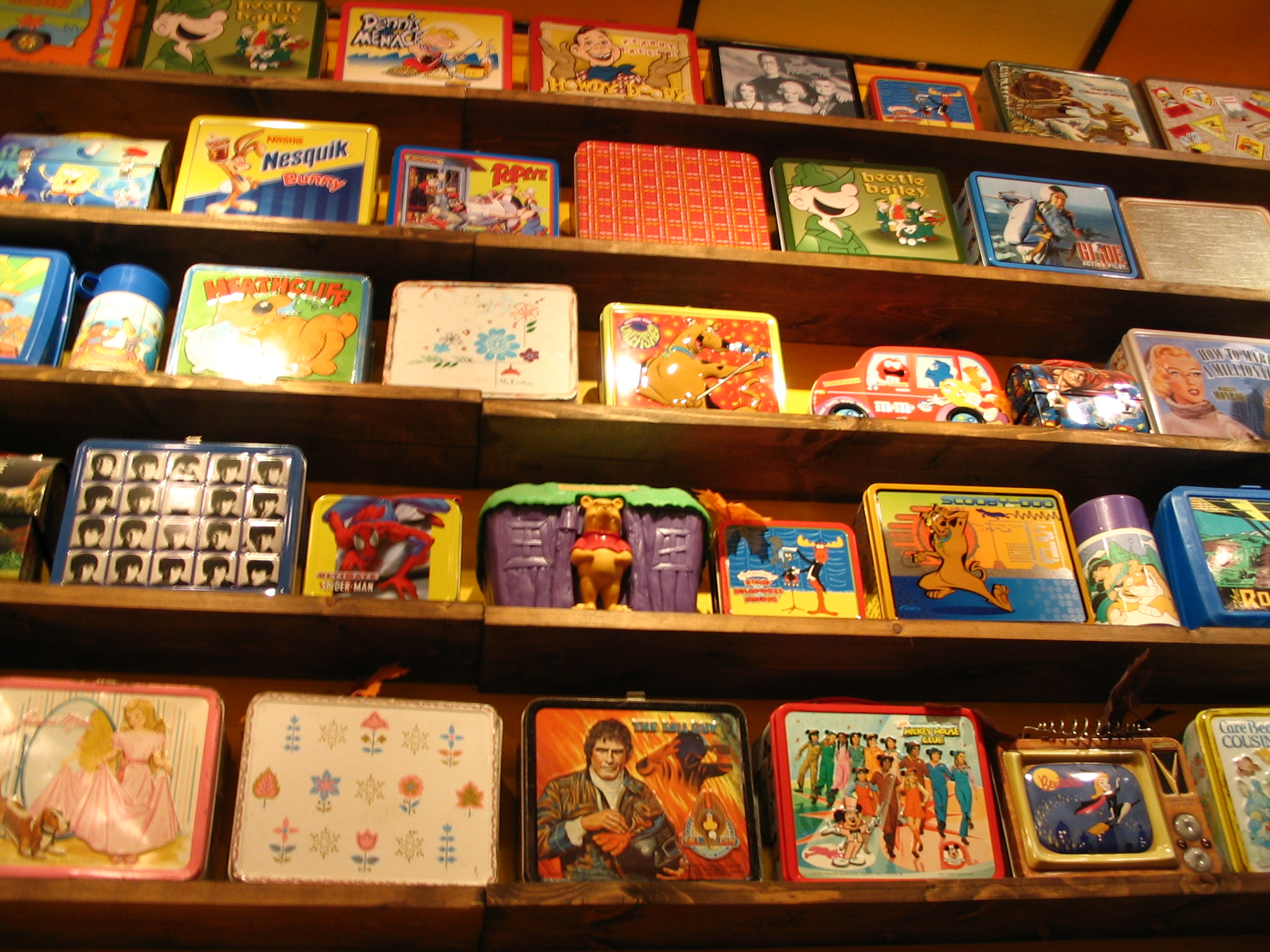
Các loại hộp đựng thức ăn khác

###### Cặp lồng trong quân đội

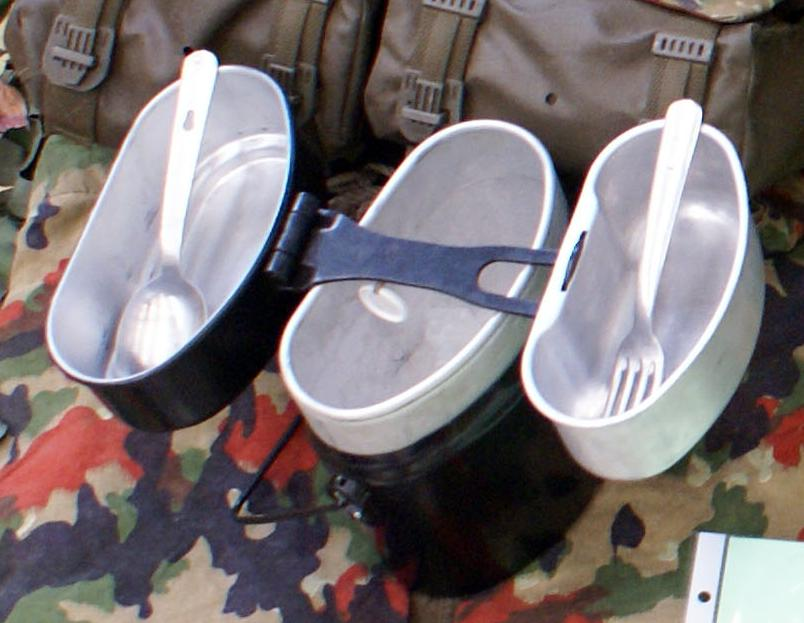
Hộp đựng thức ăn của Thuỵ Sỹ
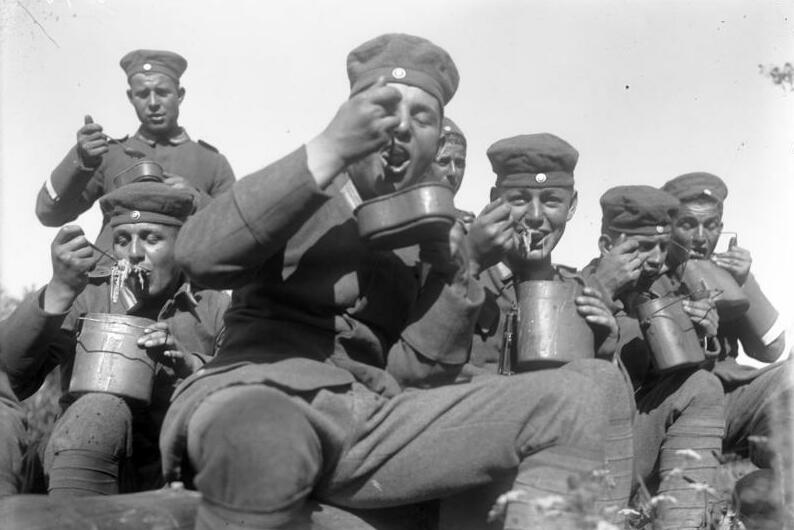
Lính Reichswehr ăn cơm từ cặp lồng năm 1932
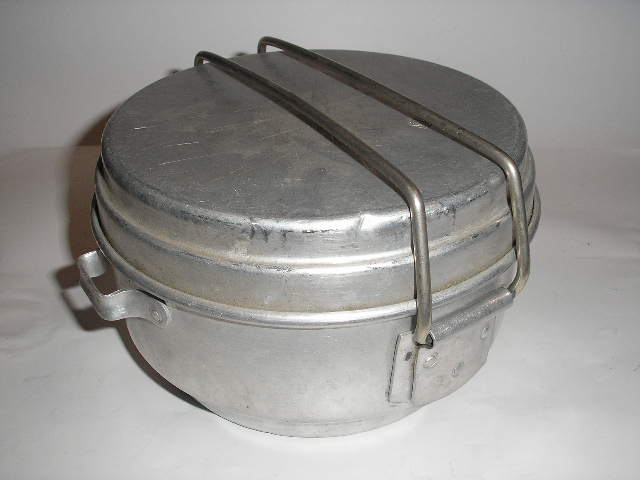
Cặp lồng của Ba Lan
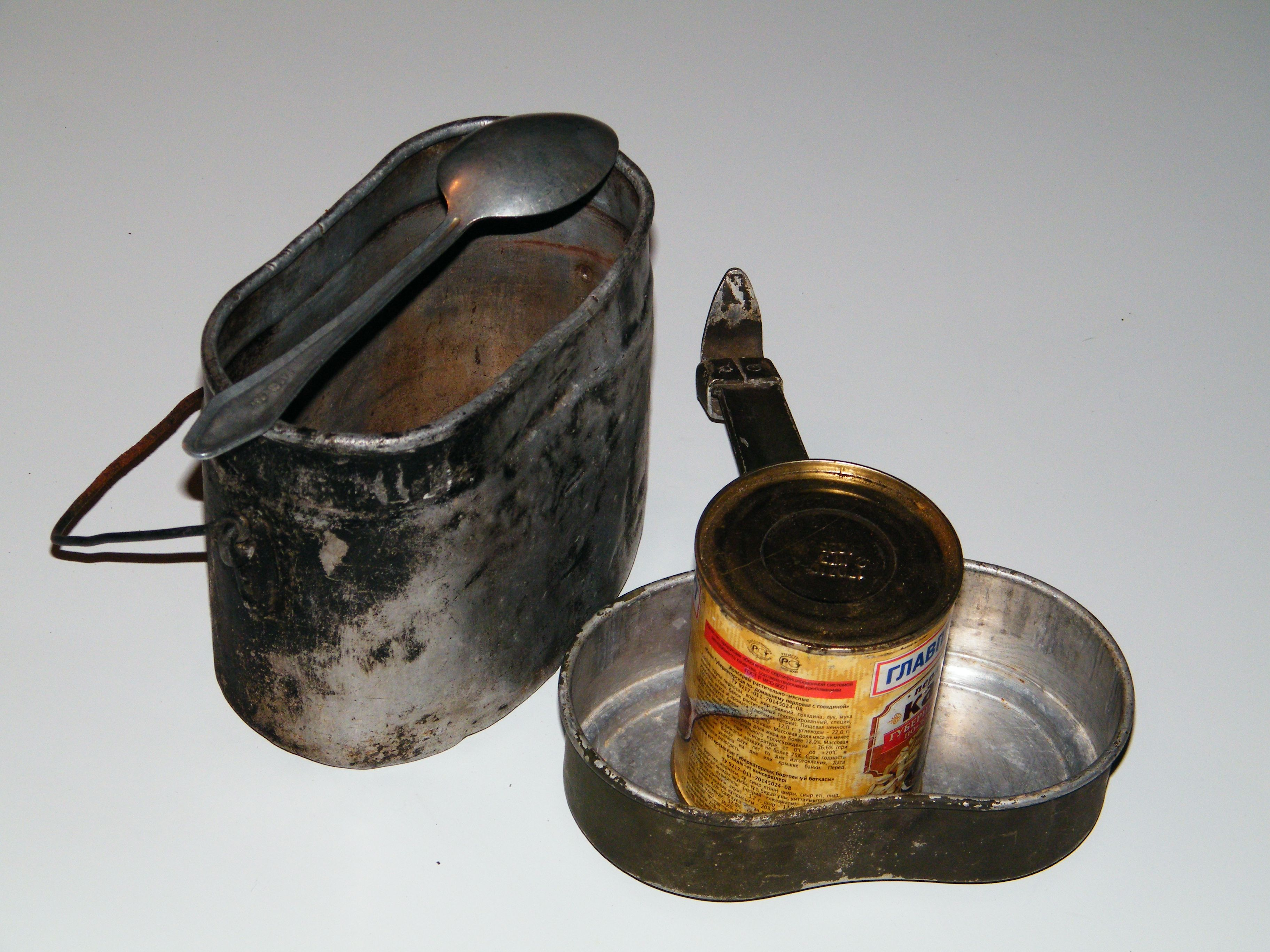
Cặp lồng của Liên Xô
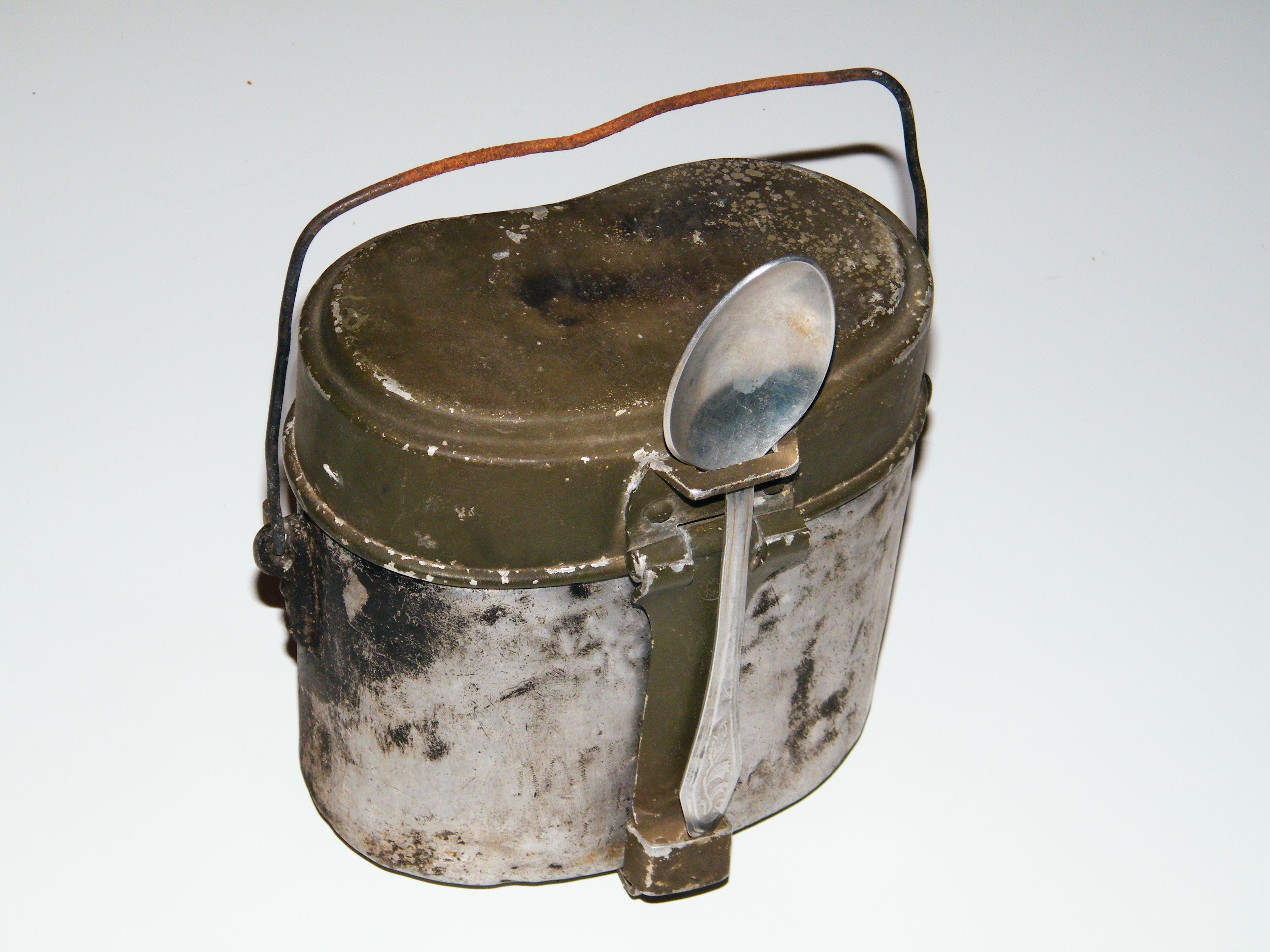
Cặp lồng kèm thìa
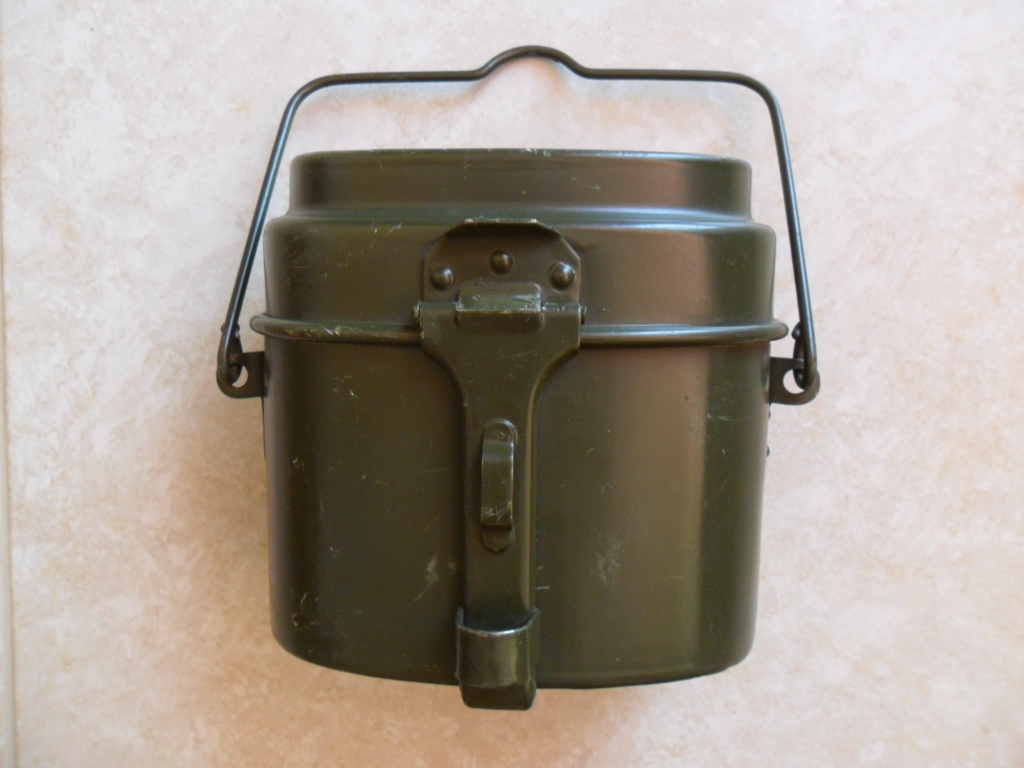
Cặp lồng của Lực lượng Vũ trang Liên bang Nga
Bộ cặp lồng đầy đủ của Quân lực Hoa Kỳ.
Bình tông và bát ăn của Quân đội Nhân dân Việt Nam.
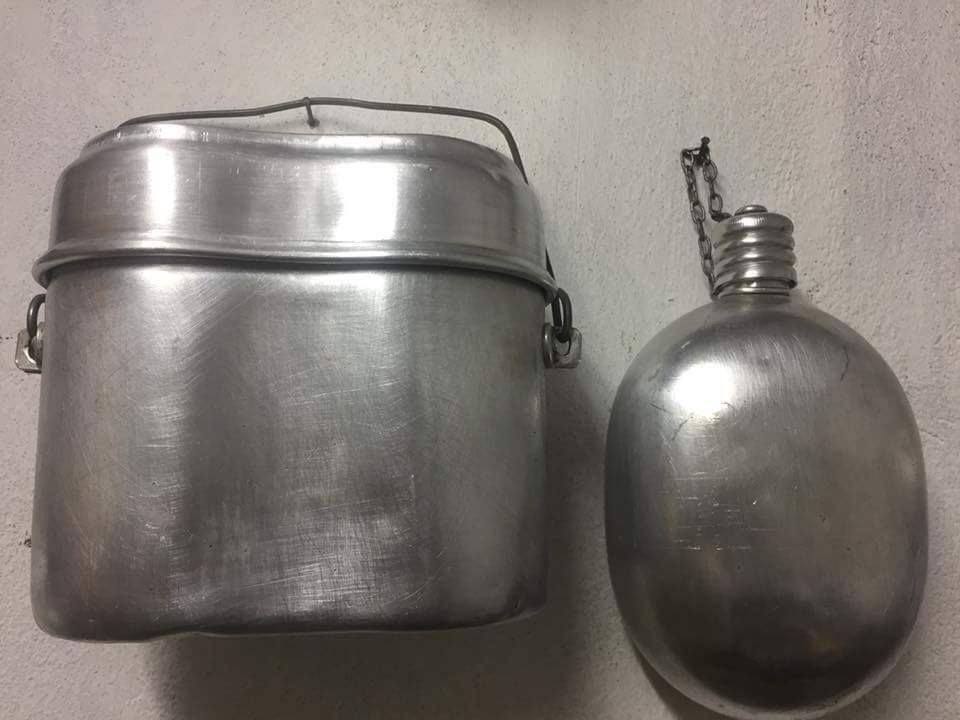
Cặp lồng và bình tông của Liên Xô.